# Heloderma
Heloderma es el único género de la familia Helodermatidae. Incluye a los lagartos venenosos más tóxicos del clado Toxicofera; son nativos del sudoeste de Estados Unidos, México y Guatemala. Incluye cinco especies, Heloderma horridum, Heloderma alvarezi, Heloderma charlesbogerti, Heloderma exasperatum y Heloderma suspectum o Monstruo de Gila. Prefieren los hábitats semiáridos, bosques estacionalmente secos y ocasionalmente en la transición a pino-encino.

## Clasificación
Familia Helodermatidae
- Género Heloderma
  - Heloderma horridum (Wiegmann, 1829)
  - Heloderma alvarezi Bogert & Martên del Campo, 1956
  - Heloderma exasperatum Bogert & Martên del Campo, 1956
  - Heloderma charlesbogerti Campbell & Vannini, 1988
  - Heloderma suspectum
    - Heloderma suspectum suspectum Cope, 1869
    - Heloderma suspectum cinctum Bogert & Martên del Campo, 1956